# Histoire du S-Bahn de Berlin
 (février 2021).
Si vous disposez d'ouvrages ou d'articles de référence ou si vous connaissez des sites web de qualité traitant du thème abordé ici, merci de compléter l'article en donnant les références utiles à sa vérifiabilité et en les liant à la section « Notes et références ».
L'histoire du S-Bahn de Berlin décrit le long processus qui met en place et maintient un réseau ferré régional S-Bahn électrifié dans la capitale allemande.

## Le réseau ferré berlinois avant le S-Bahn (1838-1924)

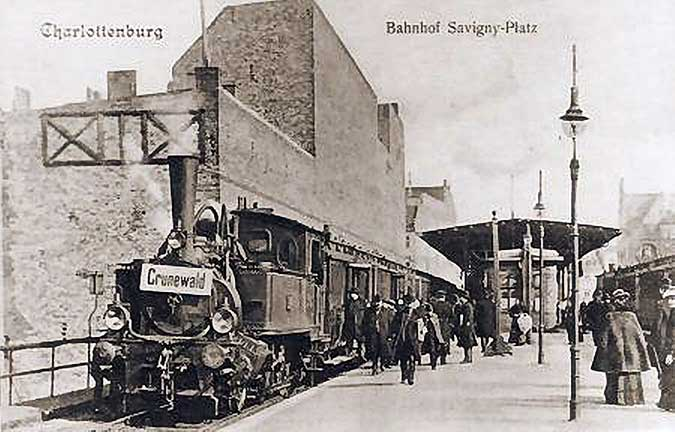
Une rame menée par une locomotive T2 en gare de Savignyplatz sur le Stadtbahn vers 1900.

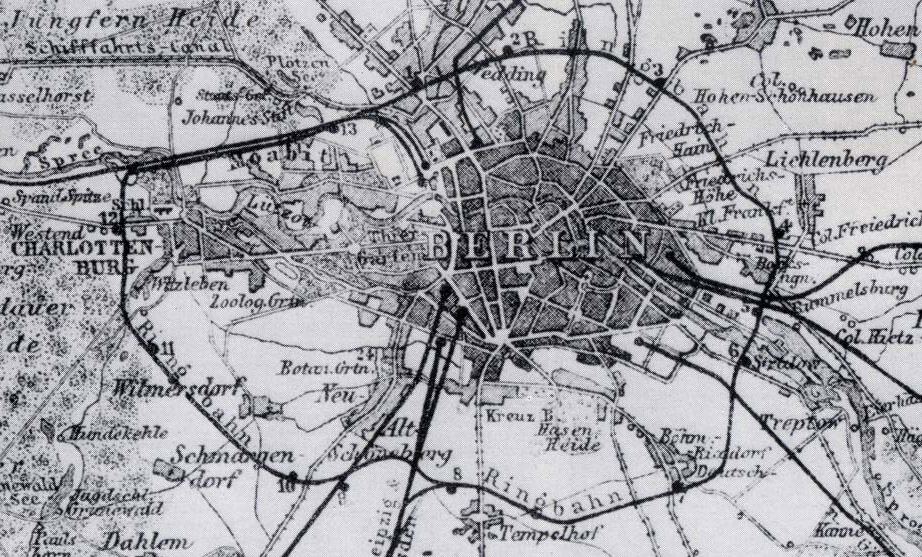
Le tracé du Ringbahn en « tête de chien » en 1885.

Les premières voies ferrées berlinoises ont été construites à partir de 1838 avec la ligne Berlin-Zehlendorf-Potsdam. En 1846, cinq gares en cul-de-sac sont déjà en service dans la ville, et chaque gare dispose d’une ou de plusieurs lignes ferroviaires radiales qui permettaient de se rendre dans presque toutes les directions. En 1882, on comptait neuf gares tête de ligne.
Pour connecter les lignes radiales entre elles, on a construit en 1851 une première ceinture ferroviaire autour de la ville, la « Berliner Verbindungsbahn », en suivant le tracé des anciens remparts de Berlin. La ceinture encerclait les trois-quarts de la ville, de la gare de Stettin à la gare de Francfort en passant par la gare de Hambourg, la gare de Potsdam et la gare d’Anhalt.
Bientôt cela ne suffit plus. L’intensification de la circulation, surtout dû à l’armée, créait de plus en plus de difficultés sur les routes et dans les trains, et le besoin de lignes ferrées urbaines supplémentaires se faisait sentir.
On construisit alors une deuxième ceinture ferroviaire autour de la ville, le « Berliner Ringbahn » aujourd’hui connue en français comme la « petite ceinture de Berlin ». Le tracé de la ligne, en forme de tête de chien (d’où son surnom « Hundekopf ») était situé bien au-delà des limites de la ville de l’époque. Le premier tronçon a été mis en service en août 1870, mais d’abord uniquement pour le trafic militaire, puisque la guerre franco-allemande de 1870 faisait rage. En 1872, la ligne fut également ouverte aux voyageurs et au fret.
À partir de la gare de Schöneberg (actuelle gare du Julius-Leber-Brücke), le Ringbahn contournait Deutsch Wilmersdorf et la ville de Charlottenbourg. Un peu plus tard, la ligne fut prolongée vers Charlottenbourg-Westend (actuelle gare de Berlin-Westend) puis Beusselstraße à Moabit. Fin 1877, la boucle autour de la ville était bouclée.
En février 1882, le Stadtbahn de Berlin est mis en service. Il s’agit d’une liaison est-ouest constituée d’une double voie surélevée longue de 11,2 km dont 8 km sur un viaduc muré. Elle relie la gare de Silésie (actuelle gare de l’Est) avec la gare de Charlottenbourg.
Avec l’accroissement rapide de la population berlinoise, le Ringbahn et le Stadtbahn ne suffisent plus à désengorger la circulation, surtout en banlieue. La première ligne suburbaine (c’est-à-dire une ligne urbaine menant à l’extérieur du Ringbahn) a été inaugurée en 1871 en parallèle de ligne ferroviaire Berlin-Zehlendorf-Potsdam. La première ligne suburbaine a donc le même tracé que la première ligne ferroviaire berlinoise. Il s’agit de la ligne suburbaine de Potsdam (Potsdamer Vorortbahn, actuelle ligne du Wannsee, Wannseebahn), constituée d’une double-voie. D’autres lignes suburbaines suivront, comme celle vers Bernau au nord ou vers Königs Wusterhausen au sud.
On décida en 1910 de doter le Ringbahn, le Stadtbahn et de nombreuses lignes suburbaines d’électrification par caténaire. Le matériel roulant était constituée d’une locomotive électrique suivies de voitures voyageurs à six essieux, car ils occasionnaient moins de frais d'entretien et moins d'usure des rails. Le coût total de construction des 557 locomotives, des 690 voitures voyageurs, des dépôts ferroviaires, des caténaires ainsi que des ateliers de construction à Berlin et Bitterfeld est évalué à 53,3 millions de Marks-or.
C’est Werner Siemens qui, le premier, présenta en 1879 sa locomotive électrique. Deux ans plus tard, les premiers tramways électriques entraient en service. La Société des Chemins de fer d’État de la Prusse a attendu jusqu’en 1903 pour tester la propulsion électrique. Les premiers tronçons où l'exploitation électrique est expérimentée sont de la gare berlinoise de Potsdam à Groß-Lichterfelde-Est et de Niederschöneweide-Johannistal à Spindlersfeld (quartier de Köpenick). La ligne vers Lichterfelde Ost est restée électrifiée jusqu’en 1929, alors que dans le cas de la ligne vers Spindlersfeld, on est revenu à la locomotive à vapeur en 1906. Les expériences faites sur ces lignes-tests ont tout de même servies pour l’électrification de la ligne suburbaine de Hambourg à Altona qui précède l'avènement du S-Bahn de Hambourg.

## La «Grande électrification» (1924-1933)
Après la première Guerre mondiale, on envisagea d’électrifier la totalité du réseau ferré urbain. Après les premiers essais d’électrification par caténaires en courant alternatif monophasé de 15 kV à 16⅔ Hz (un tiers de la fréquence standard européenne), on décida après analyse coût-avantage de recourir au captage du courant par troisième rail en courant continu 800 V. Les dernières motrices à vapeur sont donc remplacés par un nouveau parc ferroviaire d'automotrices. La Deutsche Reichsbahn passe donc commande à l’AEG de six rames automotrices à l'essai, qui doivent être nommés par les initiales A à F. On fait un essai le 8 août 1924 sur la ligne de Stettin à Bernau car elle était l’une des moins empruntée. En 1927, les deux autres lignes du nord de Berlin sont également électrifiée.

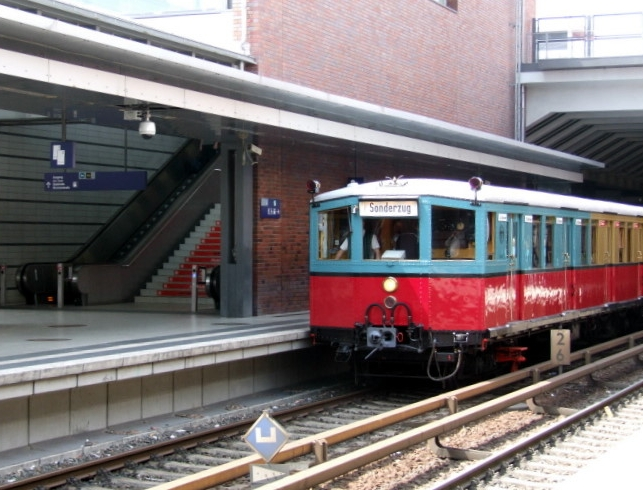
Une voiture de la DR série ET 165 en gare de Berlin Gesundbrunnen.

La première gamme standard de type « Bernau », qui sera plus tard connue comme la DR série ET 169, était au départ davantage conçue comme un test que pour une mise en service commerciale. Entre deux longs véhicules moteurs quadriaxiaux étaient attelés trois remorques biaxiales plus courtes. Il s'agissait d'une disposition peu commune, qu'on avait déjà appliquée aux rames expérimentales des gammes A à E. L'année suivante avec la DR série ET 168 dite « série Oranienbourg », on s'inspira de la disposition du métro pour concevoir une disposition des voitures qui est utilisée jusqu'à aujourd'hui de manière standard : la rame (Voiture pilote/motrice et remorques) est constituée de voitures d'une longueur presque identique. En service, une locomotive attelée à une voiture pilote ou à une remorque était appelée un « quart-de-rame » (Viertelzug). Deux quarts-de-rames forment une demi-rame (Halbzug) et deux demi-rames forment une rame complète (Vollzug). Une demi-rame (quatre caisses) est aussi longue qu'une rame de type Bernau de cinq caisses. Mais la série Oranienbourg ne convainc pas complètement les responsables du Reichsbahn.
En 1927, les premières rames de la série « Stadtbahn » (DR série ET 165) sont livrées. Jusque 1932, 638 quarts-de-rames sont mises en service. Elles ont commencé à circuler sur le Stadtbahn, d'où leur nom, quand celui-ci a été électrifié le 11 juillet 1928. Entre-temps, les gares et les techniques de signalisation ont dû être aménagées. Rien que de surélever les quais de 760 à 960 millimètres nécessitait une homologation préalable. Dans les premières années du Stadtbahn, sur des tronçons de voie très passants, on instaurait des cantonnements automatiques avec des signaux lumineux et des messages de voie libre automatiques. Les signaux SV (pour SignalVerbindung) étaient utilisés sur les segments électrifiés du réseau ferré berlinois. Ils consistaient en un bloc lumineux où le signal d'exécution et le signal avertisseur du cantonnement suivant étaient affichés côte à côte. Dans le premier modèle AB 28 de signalisation, on pouvait voir jusqu'à dix unités lumineuses sur un seul bloc. Un dispositif mécanique d'arrêt automatique empêchait le conducteur de brûler un sémaphore. Rien que dans l'année 1928, 115 km de voies sont électrifiées. Au début des années 1930, le chemin de fer berlinois est l'un des plus modernes au monde. Le 1er décembre 1930, l'on réuni le Stadtbahn, le Ringbahn et les autres trains de banlieue sous le nom de « Schnell-Bahn » (train rapide) que l'on abrévie usuellement « S-Bahn » ou « S » (sous la forme d'un S blanc sur fond vert, à comparer avec le U blanc sur fond bleu du métro de Berlin, le « U-Bahn ».
La Grande Dépression n’a pas épargné le secteur ferroviaire berlinois. La « grande électrification » avait déjà atteint son apogée et le réseau ferré urbain était en place. En 1930, toutes les lignes suburbaines était électrifiées, exception faite de la ligne du Wannsee. On ajouté à celle-ci une double voie supplémentaire, pour les lignes transrégionales et nationales. Rien que pour cet « S-Bahn express », on acheta 18 quarts-de-rames de type 1935, qui se différenciaient des séries précédentes par leurs angles plus arrondis, leurs fenêtres plus grandes, leurs moteurs plus performants et leurs systèmes de freinage mieux équipés (à partir de 1941, DR série ET 125). La vitesse maximale monte à 125 km/h. Ces nouveaux trains plus rapides gagnent le surnom de « trains banquiers » (Bankierszüge). Au-delà de la gare de Zehlendorf, ces trains continuent à circuler vers Wannsee et Potsdam à vitesse normale.
La première phase de l'électrification est ainsi terminée. Jusque 1933, d'autres lignes sont électrifiées :
| Date d'électrification | Ligne                                            | Longueur (km) |
| ---------------------- | ------------------------------------------------ | ------------- |
| 08 août 1924           | Gare de Stettin – Bernau                         | 22,676        |
| 05 juin 1925           | Gesundbrunnen – Birkenwerder                     | 18,019        |
| 04 octobre 1925        | Birkenwerder – Oranienbourg                      | 07,765        |
| 16 mars 1927           | Schönholz-Reinickendorf – Velten                 | 21,162        |
| 11 juin 1928           | Potsdam – Stadtbahn – Erkner                     | 57,168        |
| 10 juillet 1928        | Wannsee – Stahnsdorf                             | 04,135        |
| 23 août 1928           | Charlottenbourg – Spandau West                   | 09,279        |
| 06 novembre 1928       | Charlottenbourg – Südring – Grünau               | 25,883        |
| 06 novembre 1928       | Neukölln – Warschauer Straße                     | 05,677        |
| 06 novembre 1928       | Gare de Silésie – Kaulsdorf                      | 11,258        |
| 01er février 1929      | Charlottenbourg – Nordring – Baumschulenweg      | 25,755        |
| 01er février 1929      | Frankfurter Allee – Warschauer Straße            | 00,580        |
| 01er février 1929      | Niederschöneweide-Johannisthal – Spindlersfeld   | 03,972        |
| 18 avril 1929          | Potsdam (Berlin) – Papestraße                    | 03,440        |
| 18 avril 1929          | Potsdam (Berlin) – Ebersstraße                   | 01,060        |
| 18 avril 1929          | Halensee – Westend                               | 02,713        |
| 02 juillet 1929        | Potsdam (Berlin) – Lichterfelde Ost              | 09,087        |
| 18 décembre 1929       | Jungfernheide – Gartenfeld                       | 04,460        |
| 15 décembre 1930       | Kaulsdorf – Mahlsdorf                            | 01,366        |
| 15 mai 1933            | Potsdam (Berlin) – Wannsee                       | 18,988        |
| 15 mai 1933            | Potsdam (Berlin) – Zehlendorf centre (voie-mère) | 11,960        |
| 15 mai 1933            | Raccordement Voie-mère – Ligne du Wannsee        | 01,040        |

## Le S-Bahn dans le cadre du projet «Welthauptstadt Germania» (1933-1945)

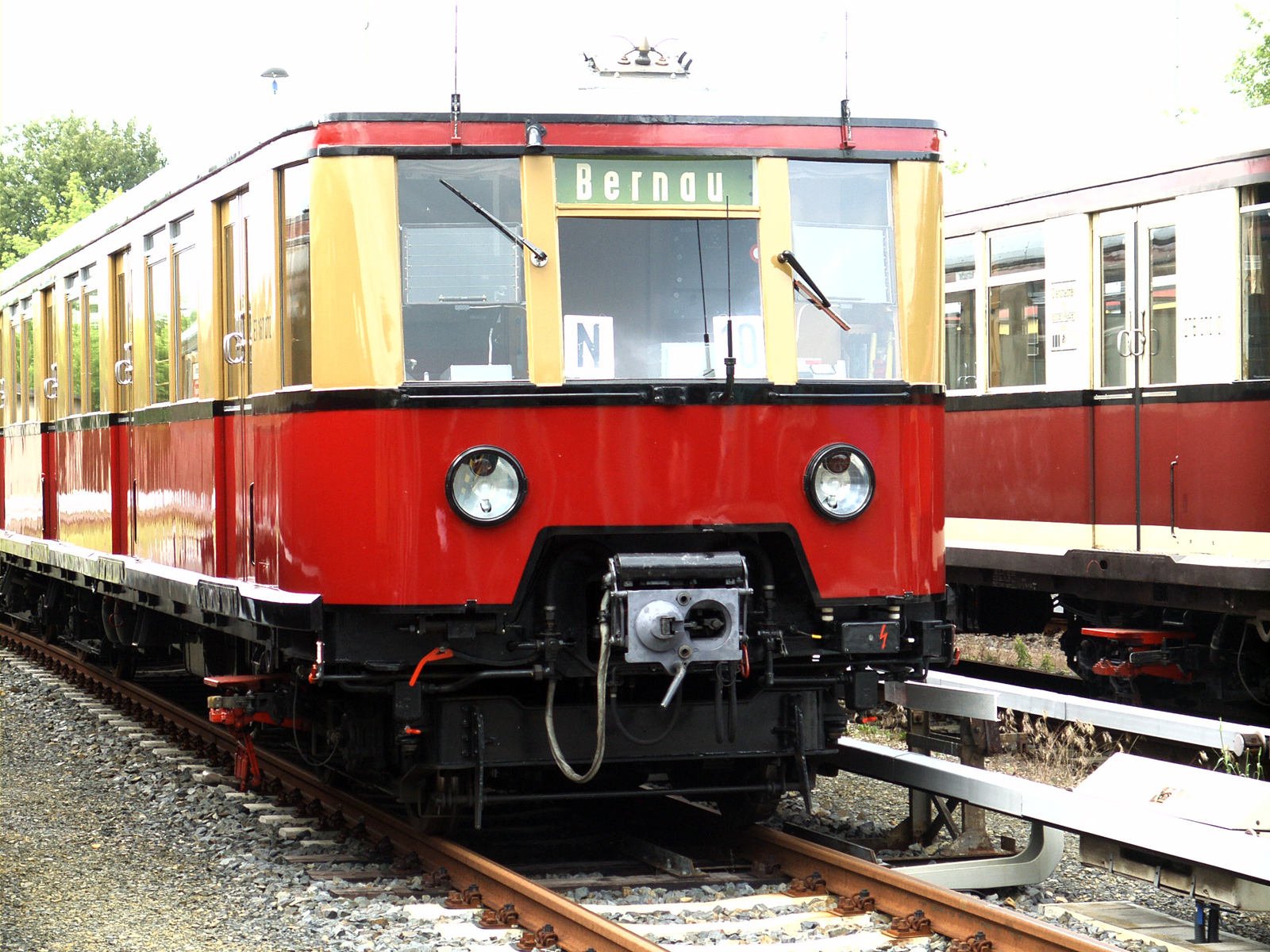
Une motrice de la DR série ET 167 de type 1941.

En 1936, Hitler chargea l'Inspecteur Général des bâtiments et futur ministre de l’équipement Albert Speer de planifier la construction de la « Welthauptstadt Germania » (Capitale mondiale de Germanie), ce qui incluait les voies ferrées. Le réseau ferré urbain devait améliorer ses performances pour devenir le moyen de transport privilégié d’une population berlinoise prévue de 4 à 5 millions d’habitants. La superficie urbaine devait être agrandie en incorporant des communes voisines transformées en cités-dortoir et en villes-satellite.
Les développements prévus du réseau étaient les suivants :
- l'aménagement du Ringbahn dont les lignes devaient être réparties entre de nouvelles lignes S-Bahn. Quatre gares principales devaient être construites à cette occasion ;
- le prolongement des lignes S-Bahn (entre autres vers Strausberg, Werneuchen, Fürstenwalde, Trebbin) ;
- le forage de deux Tunnels nord-sud. L’un partant de la gare de Stettin, l’autre de la gare de Lehrte, pour se diriger vers la gare de Potsdamer Platz puis vers les lignes S-Bahn du sud berlinois ;
- la construction d’un « S-Bahn est-ouest » qui relierait la gare d’Anhalt à la gare de Görlitz en passant par l’Oranienplatz et qui se poursuivrait ensuite le long de la ligne de Berlin à Görlitz ;
- la construction d’une grande ceinture de fret (l’ouverture de la grande ceinture au trafic S-Bahn voyageurs était prévue dans un deuxième temps) ;
- construction de « grandes lignes S-Bahn » (sur le même modèle que les trains banquiers) qui parcouraient de plus longues distances (sur le Stadtbahn à destination de Köpenick ou Mahlsdorf).

Certains de ces projets ont été menés à bien. La partie nord du Tunnel nord-sud entre Humboldthain et Unter den Linden ont pu être ouvert en 1936, à temps pour les Jeux Olympiques. La partie sud vers la gare de Schöneberg est mise en service en automne 1939. Un block automatique de type amélioré, le AB 37, permettait d'avoir un signal visuel commutable : il s'agit de la fameuse « unité lumineuse à oculaire mobile » (Blendenrelais).
En préparation des JO de 1936, on développa en 1935 un nouveau type de rame appelée « Olympia », qui sera plus tard connue comme la DR série ET 166. Une autre série est sortie en 1941, la DR série ET 167. Bientôt, des trains « Banquier » (Bankier), « Olympia » ou « Stadtbahn » représentaient la majorité des moyens de transport ferrés berlinois. Rien qu'à les voir, le public devait déjà deviner la grandeur future de la « Capitale Mondiale » (Welthauptstadt).
Jusqu'à la fin de la Seconde Guerre mondiale, de nouvelles lignes S-Bahn firent leur apparition :
| Date              | Tronçon de ligne                     | Longueur (en km) |
| ----------------- | ------------------------------------ | ---------------- |
| 28 juillet 1936   | Humboldthain – Unter den Linden      | 02,691           |
| 28 juillet 1936   | Heerstraße – Reichssportfeld         | 01,467           |
| 15 avril 1939     | Unter den Linden – Potsdamer Platz   | 00,941           |
| 15 avril 1939     | Priesterweg – Mahlow                 | 11,595           |
| 09 octobre 1939   | Potsdamer Platz – Großgörschenstraße | 04,243           |
| 06 novembre 1939  | Gare d'Anhalt – Yorckstraße          | 01,571           |
| 06 octobre 1940   | Mahlow – Rangsdorf                   | 07,396           |
| 08 septembre 1943 | Lichterfelde Ost – Lichterfelde Süd  | 02,668           |

Voilà la liste des lignes en 1939, auxquelles il faut ajouter les « grandes lignes S-Bahn » (Fern-S-Bahn) sur les grandes connexions qui sont les héritiers des « trains banquiers » (Bankierszüg).
| Ligne S-Bahn | Gares terminus                                      | Nombre d'arrêts | Ligne ferroviaire empruntée                                        |
| ------------ | --------------------------------------------------- | --------------- | ------------------------------------------------------------------ |
| 1            | Bernau/Oranienbourg – Wannsee                       | 31/35           | Berlin-Stettin/Berlin-Stralsund, Tunnel nord-sud, Ligne du Wannsee |
| 2            | Velten (Mark) – Ludwigsfelde                        | 28              | Berlin-Kremmen, Tunnel du Tiergarten, Berlin-Halle                 |
| 3            | Nauen/Wustermark – Wünsdorf                         | 38/37           | Berlin-Lehrte/Berlin-Hambourg, Tunnel du Tiergarten, Berlin-Dresde |
| A            | Gare de Stettin – petite ceinture – Gare de Stettin | 44              | Ringbahn, Tunnel nord-sud                                          |
| B            | Jungfernheide – Gartenfeld                          | 4               | Ligne Siemens                                                      |
| G            | Halensee – Strausberg                               | 27              | Stadtbahn, Ligne de Prusse-Orientale                               |
| H            | Spandau West – Grünau                               | 29              | Ligne suburbaine de Spandau, Stadtbahn, Berlin-Görlitz             |
| J            | Schöneweide – Spindlersfeld                         | 3               | Embranchement de Schöneweide–Spindlersfeld                         |
| K            | Königs Wusterhausen – Gare d'Anhalt                 | 18              | Berlin-Görlitz, Tunnel nord-sud                                    |
| L            | Potsdam – Erkner                                    | 32              | Berlin-Blankenheim, Stadtbahn, Berlin-Francfort-sur-l'Oder         |
| M            | Wannsee – Lichterfelde Ost                          | 10              | Wannsee-Stahnsdorf, Berlin-Halle                                   |

## L’après-guerre (1945-1961)

### Destructions et réparations de guerre

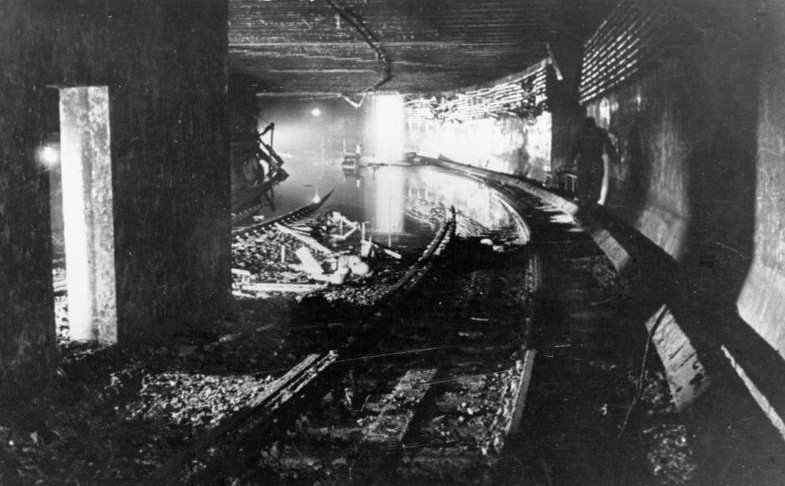
Le Tunnel nord-sud inondé lors de la bataille de Berlin.

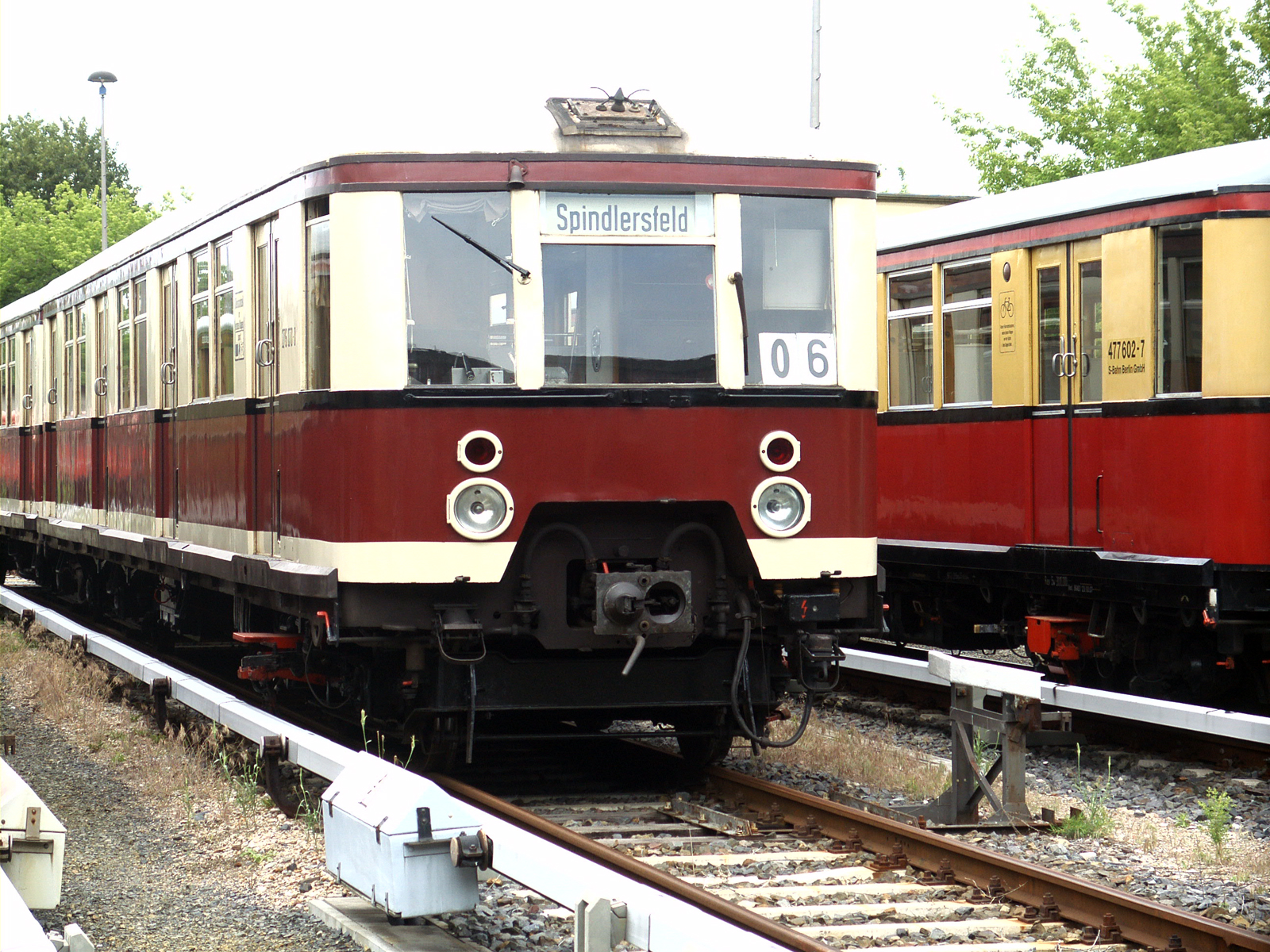
Une voiture de la DR série ET 167 (type Peenemünde) qui fut rapatriée de l'Union Soviétique en 1952 après avoir été réquisitionnée en 1948.

Le trafic du Ringbahn cesse de circuler le 3 juillet 1944, la gare de Potsdam est totalement mise à l’arrêt. Durant la même année, la ligne Charlottenbourg-Witzleben est aussi interrompue, alors que les voies étaient encore praticables.
Le Tunnel nord-sud, jusque-là largement épargné par les bombes, est inondé par une explosion le 2 mai 1945. Il s’agit d’une bombe dans le Landwehrkanal posée par les SS visant le bunker BASA du Reichsbahn. Des rumeurs faisant état de nombreuses victimes ont été depuis démenties.
Ensuite le S-Bahn continue à circuler normalement, nonobstant la division de la ville en quatre secteurs. La première reprise de la circulation a lieu le 6 juillet 1945 entre la gare du Wannsee et la gare de Großgörschenstraße. Le reste du réseau est progressivement remis en service jusque février 1946, exception faite du Tunnel nord-sud, dont la réparation des dégâts causés par l’inondation dure jusqu’en novembre 1947. Les lignes longue distance vers les gares de Potsdam et de Stettin furent adaptées au trafic régional pour assurer une circulation nord-sud quasi-normale pendant ce laps de temps. La remise en service des « trains banquiers » rapides est abandonnée : les rames circulent d’abord à vitesse normale avant d’être remplacés par des ET 166.
Le trafic est ensuite perturbé par les réparations de guerre qu’exigea l’Union Soviétique lors de la conférence de Potsdam, qui consiste le plus souvent dans la réquisition d’une seule voie des double voies de lignes S-Bahn et de grandes lignes. La double voie vers Francfort-sur-l’Oder a été la seule à être laissée intacte, puisqu’elle assurait la liaison vers Moscou. La double voie S-Bahn parallèle vers Erkner a été par contre totalement démontée. Une voie de service a été néanmoins installée à certains endroits, comme à Köpenick, pour permettre la poursuite du trafic avec des machines à vapeur. Ce n’est qu’en 1948 que le S-Bahn put reprendre le service de Köpenick, au début une seule voie. En novembre de la même année, Erkner redevient la station terminus.
Outre les voies, le pouvoir soviétique s'empara aussi de nombreux trains. Le parc des S-Bahn berlinois avait été déjà décimé de manière conséquente pendant la guerre, les réquisitions des soviétiques contribuèrent encore plus à fragiliser la bonne marche du réseau. Les 287 voitures réquisitionnées sont d'abord amenées vers Lubin pour être ensuite acheminées vers Moscou, Kiev et Tallinn. 80 rames de deux caisses restent en Pologne pour être utilisées sur la ligne de Gdańsk à Gdynia jusqu'en 1976. Quelques-unes de ces rames ont été préservés pour assurer l'entretien des caténaires. Une autre de ces rames est aujourd'hui visible au musée de Kościerzyna.
Sur les 287 voitures réquisitionnées par les Soviétiques, seules quelques rames sont réacheminées à Berlin en 1952.

### La première grève du Reichsbahn (1949)

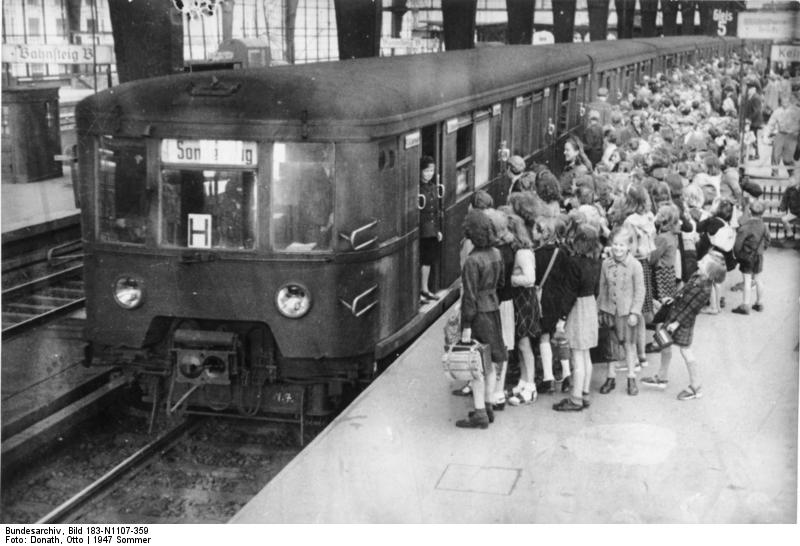
Train spécial (Sonderzug) affrété à un groupe de jeunes vacanciers à la gare de Berlin Friedrichstraße en 1949.

Après la fin de la guerre, la Deutsche Reichsbahn continuait à opérer dans les quatre secteurs d’occupation de l’Allemagne. L’Administration militaire soviétique en Allemagne (Sowjetische Militäradministration in Deutschland – SMAD) prend le pouvoir de la Deutsche Reichsbahn par le décret no 8 du 11 août 1945, avec l’accord des forces alliées occidentales. Le 7 septembre 1949, la gestion des chemins de fer en Allemagne de l’Ouest est confiée à une nouvelle compagnie nommée Deutsche Bundesbahn. Le terme de Deutsche Reichsbahn désigne donc à partir de ce moment uniquement la compagnie de chemin de fer Est-Allemande et Berlinoise, y compris à Berlin-Ouest où le réseau ferroviaire est sous contrôle de l’Est, et ce jusqu’en 1984.
La réforme monétaire de 1948 en Allemagne de l’Ouest introduit dans la ville divisée de Berlin deux monnaies différentes. Les factures à Berlin-Ouest du loyer, de l’électricité ou du gaz étaient payées en Mark est-allemand ou Ostmark, alors que le cours du Mark ouest-allemand ou Westmark était bientôt supérieur de 1:4 à l’Ostmark. Les conflits de la réforme monétaire du Conseil de contrôle allié conduisent au blocus de Berlin de 1948. Après quoi il fut décidé que le seul moyen de paiement à Berlin-Ouest serait le Westmark. Les cheminots ouest-berlinois recevaient pourtant toujours leur salaire en Ostmarks, qu’ils devaient eux-mêmes convertir en Westmarks pour payer leurs factures de loyer, d’électricité ou de gaz.
Le 21 mai 1949, le syndicat d’opposition UGO (Unabhängige Gewerkschaftopposition, qui sera plus tard absorbé dans la Confédération allemande des syndicats), appelle à la grève à Berlin-Ouest. Environ 13 000 cheminots font d’abord grève par intermittence, puis tiennent une grève générale. Ils protestent également contre le fait que leur seul syndicat officiel est le Freier Deutscher Gewerkschaftsbund (FDGB) communiste. Dans les médias est-allemands, la grève est diffamée comme étant un « putsch de l’UGO ».
Pour que le trafic reprenne à l’Ouest, les cheminots est-berlinois doivent endosser le rôle de briseur de grève, accompagnés par la police des chemins de fer. Il s’ensuit plusieurs affrontements violents et un mort, dans des circonstances qui sont aujourd’hui encore non élucidées. Le bourgmestre-gouverneur ouest-berlinois Ernst Reuter tente à nouveau de réunir l’UGO et la Reichsbahn à la table des négociations. Les deux parties arrivent au compromis de payer les salaires à 60 % en Westmarks et 40 % en Ostmarks, mais la Reichsbahn refuse catégoriquement de reconnaître le droit aux cheminots ouest-berlinois de se syndiquer à l’UGO plutôt qu’au FDGB. Les cheminots ouest-berlinois poursuivent donc leur grève.
La crise ferroviaire berlinoise remonte dans les tractations diplomatiques entre les grandes puissances. Lors de la réunion du Conseil des Ministres des Affaires Étrangères à Paris en 1949, le brigadier-général américain Frank L. Howley obtient du lieutenant général soviétique Alexandre Georgievitch Kotikov la mise en application des revendications des grévistes. Le jour d'après, l'accord est démenti par les soviétiques.
Finalement, les dirigeants soviétique, français, américain et anglais des quatre zones d'occupation se réunissent dans une grande assemblée pour décréter la fin de la grève le 28 juin 1949. D'un côté, on concéda à la Deutsche Reichsbahn le droit de licencier les cheminots « traînards et saboteurs ». En échange, la DR devait accepter les revendications salariales des grévistes. Quelques jours après la fin de la grève, 1372 cheminots ouest-berlinois sont licenciés sans justification et 4000 autres sont sanctionnés temporairement sans être toutefois licenciés. On décide également de confisquer à la DR des terrains et de l'équipement ouest-berlinois qui ne sont pas absolument nécessaires au bon fonctionnement du réseau et de les confier à une administration subordonnée au sénateur des finances de Berlin-Ouest. On l'appelle l'Administration du patrimoine de la Reichsbahn (Verwaltung des ehemaligen Reichsbahnvermögens - VdeR/T). La VdeR/T possède alors 470 hectares de terrain avec 2321 appartements, 1332 dépôt de stockage, 435 entrepôts, huit magasins, 43 garages, 22 embranchements privés, 167 établissements de maintenance ainsi que 3750 jardins ouvriers. Cela signifie que la DR ne peut désormais plus percevoir les revenus locatifs de ses terrains à Berlin-Ouest.
C'est pourquoi les voitures construites avant-guerre ne portaient pas l'emblème de la Deutsche Reichsbahn, puisqu'elles faisaient partie des réquisitions de la VdeR/T et n'appartenaient plus à la DR. Sauf circonstances exceptionnelles, la DR devait solliciter l'approbation des autorités de la zone d'occupation respective à chaque fois qu'une rame stationnait dans un dépôt différent. Les autorités voulaient également savoir précisément où étaient entreposés les différents équipements tels que les rails ou autres.
Avec la fin de la grève, les tickets de transport en S-Bahn à Berlin-Ouest ne s'achetaient plus qu'en Westmark. Ces tickets étaient imprimés jusqu'en 1984 avec de l'encre rouge. À la gare frontalière de Düppel-Kleinmachnow (quartier de Zehlendorf), on vendait des tickets aux est-berlinois contre des Ostmarks jusqu'à la construction du Mur.
Le salaire des cheminots ouest-berlinois est désormais payé à 60% en Westmark et à 40% en Ostmark. Le change était organisé par un organisme dépendant du sénat qui échangeait au taux fixe de 1:1 les devises. Seuls les membres du Parti socialiste unifié d'Allemagne en étaient exclu. Ce n'est qu'en 1962 que le salaire est payé intégralement en Westmarks.

### Nouvelles lignes dans une ville divisée
Alors que de nombreuses voitures étaient remises à niveau dans les centres de maintenance, que des voies étaient démontées et remplacées, on débute déjà le 7 mars 1947 la construction de nouvelles lignes. On prolongea la ligne vers Mahlsdorf jusque dans le Hoppegarten brandebourgeois. Environ un an et demi plus tard, Strausberg est également desservi par le réseau. La construction a été réalisable aussi rapidement parce que les projets avaient déjà été préparés pendant le Troisième Reich.
Puisque de nombreuses gares tête de ligne sont détruites pendant la Guerre et pour organiser le réseau de manière cohérente à l'intérieur de Berlin-Ouest, la Deutsche Reichsbahn affecte plusieurs lignes à longue distance au trafic S-Bahn. C'est le cas de la ligne Jungfernheide – Spandau – Staaken/Falkensee, Lichterfelde Süd – Teltow, mais aussi Grünau – Königs-Wusterhausen. Les lignes suburbaines de trains à vapeur sont aussi transférées à l'exploitation du S-Bahn.
Pour pouvoir contourner efficacement la partie occidentale de la ville, la DR en 1951 construit des segments de la ligne de Grande ceinture de Berlin, partiellement sur l'ancienne ligne de grande ceinture extérieure de fret. De mai 1953 jusqu'à la complétion de la ligne de grande ceinture en 1958, on fait circuler des trains directs pendant la semaine qui ne marquent aucun arrêt à Berlin-Ouest. C'est le cas de la ligne de Potsdamer Platz à Oranienbourg ou Velten qui emprunte le tunnel nord-sud sans halte  à Berlin-Ouest, transformant ainsi plusieurs arrêts en gares fantômes. C'est aussi le cas de la ligne de la gare du Nord à Bornholmer Straße, de celle de Wollankstraße à Hohen Neuendorf ou Hennigsdorf. De la même manière les trains de Erkner à Potsdam étaient sans arrêt entre Friedrichstraße et Griebnitzsee et les trains de Grünau à Falkensee étaient sans arrêt entre Friedrichstraße et Albrechtshof. L'électrification en 1952 de la ligne de fret de Schönhauser Allee à Pankow offre la possibilité aux trains est-berlinois de relier Berlin-Est aux quartiers nord sans desservir la Gesundbrunnen.
Le prolongement de Strausberg à Strausberg Nord en 1956 a été nécessaire pour desservir le Ministère de la Défense nationale.
Jusqu'à la construction du Mur en 1961, les lignes suivantes sont construites :
| Date                | Segment de ligne                                                    | Longueur (en km) |
| ------------------- | ------------------------------------------------------------------- | ---------------- |
| 07 mars 1947        | Mahlsdorf – Hoppegarten                                             | 04,374           |
| 15 juin 1948        | Zehlendorf – Düppel                                                 | 02,300           |
| 01er septembre 1948 | Hoppegarten – Fredersdorf                                           | 05,949           |
| 31 octobre 1948     | Fredersdorf – Strausberg                                            | 04,977           |
| 30 avril 1951       | Grünau – Königs Wusterhausen                                        | 14,061           |
| 07 juillet 1951     | Lichterfelde Süd – Teltow                                           | 02,700           |
| 30 juillet 1951     | Spandau West – Falkensee                                            | 06,614           |
| 03 août 1951        | Spandau West – Staaken                                              | 03,470           |
| 28 août 1951        | Jungfernheide – Spandau (de)                                        | 06,170           |
| 25 décembre 1952    | Schönhauser Allee – Pankow (ligne de fret)                          | 02,942           |
| 03 juin 1956        | Strausberg – Strausberg Nord (circulation pendulaire jusqu'en 1968) | 09,136           |

## Le S-Bahn à Berlin-Est (1961-1989)
Dans la nuit du 12 au 13 août 1961, l'Armée populaire nationale commence à occuper les postes d'aiguillage des zones frontalières et d'interrompre le trafic. Puisque la construction du Mur débute un week-end, de nombreux citoyens est-berlinois sont bloqués à Berlin-Ouest (et inversement) pour visiter leurs familles et leurs amis. Ceux-là sont pris par surprise par la nouvelle frontière, mais les autorités laissent passer pendant quelques jours les personnes en règle pour qu'ils puissent retourner chez eux.
Le Stadtbahn de Berlin qui traverse le centre-ville d'est en ouest est la ligne la plus empruntée du réseau S-Bahn berlinois. La gare de Berlin Friedrichstraße qui était la gare centrale de passage du Stadtbahn devient du jour au lendemain une gare tête de ligne qui n'est pas aménagée pour cela. La partie nord-est du ringbahn de Berlin est transformée en raccordement entre les lignes du nord et du sud-est berlinois. On installe des voies S-Bahn supplémentaires entre Schönhauser Allee et Pankow. Les lignes S-Bahn du nord berlinois au départ de la gare Bornholmer Straße (devenue entre-temps gare fantôme) doivent être décongestionnées et la ligne vers Oranienbourg (actuelle ligne 1) est raccordée à la ligne vers Bernau (actuelle ligne 2) via la Grande Ceinture. Les lignes vers Rangsdorf et Potsdam, qui étaient exploitées jusque là isolément (îlotage) sont abandonnées quelques semaines après le Mur du fait d'en manque d'entretien et remplacées par de lignes longues distances. Seule la ligne de Hennigsdorf à Velten continue le service jusqu'en 1983 dont la maintenance était assurée par le technicentre de Velten.

## Le S-Bahn dans la ville réunifiée

### Ouverture et réouverture de lignes (1992-2009)
| Mise en service   | Section de ligne                      | Ligne  | Longueur (km) | Notes |
| ----------------- | ------------------------------------- | ------ | ------------- | --- |
| 1er avril 1992    | Wannsee – Potsdam                     |        | 08,968        | En service jusqu'au 13 août 1961 |
| 31 mai 1992       | Frohnau – Hohen Neuendorf             |        | 04,176        | En service jusqu'au 13 août 1961 |
| 31 mai 1992       | Lichtenrade – Blankenfelde            |        | 05,750        | En service jusqu'au 13 août 1961 |
| 17 décembre 1993  | Westend – Baumschulenweg              |        | 18,344        | En service jusqu'au 28 septembre 1980 (Westend – Köllnische Heide) En service jusqu'au 13 août 1961 (Köllnische Heide – Baumschulenweg) |
| 28 mai 1995       | Schönholz – Tegel                     |        | 06,846        | En service jusqu'au 9 janvier 1984 |
| 28 mai 1995       | Priesterweg – Lichterfelde Ost        | 03,979 |               | En service jusqu'au 9 janvier 1984 |
| 15 avril 1997     | Westend – Jungfernheide               |        | 02,227        | En service jusqu'au 28 septembre 1980                                                                                                   |
| 18 décembre 1997  | Neukölln – Treptower Park             |        | 03,358        | En service jusqu'au 28 septembre 1980 (Neukölln – Sonnenallee) En service jusqu'au 13 août 1961 (Sonnenallee – Treptower Park)          |
| 16 janvier 1998   | Westkreuz – Pichelsberg               |        | 04,774        | En service jusqu'au 28 septembre 1980                                                                                                   |
| 25 septembre 1998 | Lichterfelde Ost – Lichterfelde Süd   |        | 02,668        | En service jusqu'au 9 janvier 1984 |
| 15 décembre 1998  | Tegel – Hennigsdorf                   |        | 08,302        | En service jusqu'au 9 janvier 1984 (Tegel – Heiligensee) En service jusqu'au 13 août 1961 (Heiligensee – Hennigsdorf)                   |
| 30 décembre 1998  | Pichelsberg – Spandau                 |        | 04,146        | En service jusqu'au 28 septembre 1980                                                                                                   |
| 19 décembre 1999  | Jungfernheide – Westhafen             |        | 03,146        | En service jusqu'au 28 septembre 1980                                                                                                   |
| 17 septembre 2001 | Pankow – Gesundbrunnen                |        | 02,648        | En service jusqu'au 13 août 1961 (Pankow – Bornholmer Straße) En service jusqu'au 9 janvier 1984 (Bornholmer Straße – Gesundbrunnen)    |
| 17 septembre 2001 | Schönhauser Allee – Gesundbrunnen     |        | 01,783        | En service jusqu'au 13 août 1961 |
| 17 septembre 2001 | Schönhauser Allee – Bornholmer Straße |        | 01,688        | Nouvelle section |
| 15 juin 2002      | Westhafen – Gesundbrunnen             |        | 03,463        | En service jusqu'au 28 septembre 1980                                                                                                   |
| 24 février 2005   | Lichterfelde Süd – Teltow Stadt       |        | 02,880        | Nouvelle section |

## Lignes abandonnées
En tout, 76,192 km de voie ont été abandonnées pour diverses raisons et n'appartiennent plus au réseau ferré urbain actuel. D'après les projets en cours et les réclamations d'organisations associatives dans la banlieue berlinoise, 30,544 km pourrait être à terme remis en service.
| Date d'abandon    | Segment de ligne                                                | Longueur (en km) | Notes |
| ----------------- | --------------------------------------------------------------- | ---------------- | --- |
| 28 juillet 1938   | Gare de Stettin – entrée nord du tunnel nord-sud                | 00,174           | remplacé par le S-Bahn nord-sud |
| 09 octobre 1939   | Gare de Potsdam (Berlin) – Schöneberg                           | 03,918           | remplacé par le S-Bahn nord-sud |
| 06 novembre 1939  | Gare de Potsdam (Berlin) – Yorckstraße                          | 01,430           | remplacé par le S-Bahn nord-sud |
| 03 juillet 1944   | Gare de Potsdam – voie de rebroussement du sud-Ringbahn         | 03,500           | dans le projet 4 du S21 |
| février 1945      | Gare de Potsdam – Zehlendorf                                    | 11,960           | Trains banquiers (voie de grande ligne)                                                                                                |
| février 1945      | Raccordement ligne mère – ligne du Wannsee                      | 01,040           | Trains banquiers |
| 1945              | Charlottenbourg – Westend                                       | 03,008           | Westkreuz (virage nord) |
| 13 août 1961      | Wannsee – Stahnsdorf                                            | 04,135           | Mur de Berlin ; Remise en service souhaitée                                                                                            |
| 13 août 1961      | Spandau – Falkensee                                             | 06,614           | Mur de Berlin ; Remise en service projetée                                                                                             |
| 13 août 1961      | Blankenfelde – Rangsdorf                                        | 04,843           | Mur de Berlin ; Remise en service souhaitée                                                                                            |
| 13 août 1961      | limites de la ville (500 m. derrière Lichterfelde Süd) – Teltow | 02,200           | remplacé par la ligne vers Teltow Stadt                                                                                                |
| 09 décembre 1961  | Schönhauser Allee – Pankow                                      | 02,942           | Voie de fret remplacée par le « virage Ulbricht » (Ulbrichtkurve)                                                                      |
| 17 septembre 1980 | Jungfernheide – Gartenfeld                                      | 04,460           | grève de 1980 |
| 17 septembre 1980 | Zehlendorf – Düppel                                             | 02,300           | grève de 1980 ; Remise en service souhaitée                                                                                            |
| 17 septembre 1980 | Spandau – Staaken                                               | 03,829           | grève de 1980 |
| 17 septembre 1980 | Spandau – Jungfernheide                                         | 06,170           | grève de 1980 |
| 17 septembre 1980 | Charlottenbourg – Halensee                                      | 01,822           | grève de 1980 ; kein Planverkehr (nur noch eingleisig)                                                                                 |
| 20 septembre 1983 | Hennigsdorf – Velten                                            | 05,873           | après l'édification du mur, la circulation (électrique à courant continu) s'est poursuivie jusqu'en 1983 ; remise en service souhaitée |
| 2001              | Schönhauser Allee – Pankow                                      | 02,075           | « virage Ulbricht » (Ulbrichtkurve) remplacé par une nouvelle ligne                                                                    |
| 27 mai 2006       | Ostkreuz (virage nord)                                          | 00,580           | chantier à Ostkreuz |
| 31 août 2009      | Ostkreuz (virage sud)                                           | 02,319           | chantier à Ostkreuz ; remise en service prévue dans le cadre des travaux                                                               |

## Sources bibliographiques
- Andreas Janikowski, Jörg Ott: Deutschlands S-Bahnen. Geschichte, Technik, Betriebe. transpress, Stuttgart 2002,  (ISBN 3-613-71195-8).
- Berliner S-Bahn-Museum: Die Ringbahn. Strecke ohne Ende. GVE, Berlin 2002,  (ISBN 3-89218-074-1).
- Berliner S-Bahn-Museum: Die Stadtbahn. Eine Baugeschichte von 1875 bis heute. GVE, Berlin 1996, 2002,  (ISBN 3-89218-046-6).
- Berliner S-Bahn-Museum: August 1961 – S-Bahn und Mauerbau. GVE, Berlin 2006,  (ISBN 3-89218-080-6).
- Bernhard Strowitzki: S-Bahn Berlin. Geschichte(n) für unterwegs. GVE, Berlin 2004,  (ISBN 3-89218-073-3).
- Bernd Kuhlmann: Bahnknoten Berlin. Die Entwicklung des Berliner Eisenbahnnetzes seit 1838. GVE, Berlin 2006,  (ISBN 3-89218-099-7).
- Ekkehard Kolodziej: Elektrische Triebfahrzeuge der Berliner S-Bahn. EK-Verlag 2007,  (ISBN 978-3-88255-225-6).
- Karl Remy: Die Elektrisierung der Berliner Stadt-, Ring- und Vorortbahnen als Wirtschaftsproblem. Verlag von Julius Springer Berlin 1931.
- Léo Favier, Aisha Ronniger, Andrea Schulz, Alexander Schug (Hrsg.): Ring frei! Erkundungstour Ringbahn Berlin. Vergangenheitsverlag, Berlin 2009,  (ISBN 978-3-940621-04-7).
- Wolfgang Kiebert: Die Berliner S-Bahn 1924 bis heute. transpress, Stuttgart 2004,  (ISBN 3-613-71242-3).